# 51e division d'infanterie (Highland)
La 51e division d'infanterie (Highland) est une division de la Force territoriale britannique qui combat sur le front occidental en France pendant la Première Guerre mondiale. L'insigne de la division est « HD » à l'intérieur d'un cercle rouge. Les premiers résultats peu glorieux de la division lui ont valu le surnom de « ratés de Harper » (Harper's Duds) d'après le nom de son commandant le général Harper. La division combat également pendant la Seconde Guerre mondiale. Les soldats de cette division sont surnommés les « Décorateurs de route » en référence à l'insigne « HD » qui ont orné les panneaux de signalisation le long de leur axe de progression.

## Première Guerre mondiale

### Historique
Au début de la Première Guerre mondiale, la 51e division, issue des forces territoriales, est formée de 12 bataillons répartis en trois brigades, The Gordon Highlanders Brigade, The Seaforths and Camerons Brigade et the Argyll & Sutherland Highlanders Brigade. À partir de l'automne 1914, une crise des effectifs entraine un transfert de plusieurs bataillons de la 51e division vers les troupes régulières. En janvier 1915, la division a cédé 6 bataillons.

### Premiers combats à Ypres et dans le Nord de la France (1915)
Quand les divisions territoriales sont envoyées en France comme unité de combat au début de l'année 1915, la 51e division est à demi-effectif, l'ajout de deux bataillons de plaines et d'une brigade complète du North Lancashire permet la compléter. La division est envoyée sur le front occidental pour endiguer les dernières attaques des troupes allemandes sur Ypres. Le mélange de troupes hétéroclites diminue l'efficacité de la 51e division. Les opérations menées lors des batailles de Festubert et Givenchy démontrent la faible cohésion de cette division. Après la bataille de Festubert, le général Douglas Haig déclare que la 51e division est formée de conscrits non expérimentés dans toutes les compétences de combat. La 51e division est transférée dans une zone plus calme du front dans la Somme. Au cours de l'été 1915, la division doit encore s'aguerrir pour acquérir la hargne des combattants des Highlands. C'est au cours de cette période qu'elle prend le surnom de « ratés de Harper » (Harper's Duds).

### Participation à la Bataille de la Somme (1916)
La cohésion de la 51e division est établie en janvier 1916 quand la brigade Lancashire quitte la division remplacée par des bataillons d'origine Highland libérés par les divisions régulières et par des bataillons du Black Watch non présents à l'origine de la division. En juillet 1916, la division montre son mordant en attaquant High Wood avec force. Même si la division n'a pas réussi à prendre la position, elle a montré la combativité attendue des Highlanders. La réputation offensive de la division augmente, elle est chargée de capturer le village fortifié de Beaumont-Hamel en novembre 1916. À la suite de ces actions, la 51e division change de surnom, elle est maintenant appelée selon le surnom allemand : « The Ladies From Hell » (les demoiselles de l'enfer).

### Participation aux batailles d'Arras et de Cambrai (1917)
En 1917, la 51e division est considérée comme une division d'assaut de premier plan. Elle participe à plusieurs batailles au cours de l'année 1917, bataille d'Arras et attaque combinée avec des chars sur Cambrai en novembre. Au début de 1918, la division est affaiblie par les baisses d'effectif et elle est chargée de tenir une partie calme du front dans les Flandres.

### Derniers combats (1918)
Les Australiens participèrent dans cette zone aux combats que les Allemands déclenchèrent lors de l'Opération Georgette, en mars 1918. Au cours de la Bataille de la Lys, les troupes portugaises subirent le premier choc de l'assaut, plusieurs soldats portugais en traversant les lignes de la 51e division furent pris pour des Allemands et furent tués. La division en sous-effectif fut également repoussée, mais finalement l'offensive allemande fut stoppée. La division fut reconstituée, elle participa aux différentes offensives alliées du mois d'août au mois de novembre.

### Composition
152e (1re Highland) brigade
- 1/5th (The Sutherland and Caithness) bataillon, the Seaforth Highlanders
- 1/6th (Morayshire) bataillon, the Seaforth Highlanders
- 1/8th (The Argyllshire) bataillon, the Argyll & Sutherland Highlanders (de la 154e brigade à partir d'avril 1915)
- 1/4th bataillon, the Cameron Highlanders (jusqu'en février 1915)
- 1/6th (Renfrewshire) bataillon, the Argyll & Sutherland Highlanders (de la 154e brigade d'avril 1915 à juin 1915)
- 1/6th (Banff and Donside) bataillon, the Gordon Highlanders (à partir de juin 1916)

153e (2e Highland) brigade
- 1/6th bataillon, the Black Watch
- 1/7th (Fife) bataillon, the Black Watch
- The Shetland Compagnies, the Gordon Highlanders
- 1/4th bataillon, the Gordon Highlanders (jusqu'en février 1915)
- 1/5th (Buchan and Formartine) bataillon, the Gordon Highlanders (jusqu'en février 1918)
- 1/7th (Deeside Highland) bataillon, the Gordon Highlanders (jusqu'en octobre 1918)

154e (3e Highland) brigade
La brigade originale comprend les bataillons suivants jusqu'en avril 1915, lorsque certains des bataillons sont déplacés à la 152e brigade :
- 1/7th bataillon, the Argyll & Sutherland Highlanders
- 1/6th (Renfrewshire) bataillon, the Argyll & Sutherland Highlanders
- 1/8th (The Argyllshire) bataillon, the Argyll & Sutherland Highlanders
- 1/9th (The Dunbartonshire) bataillon, the Argyll & Sutherland Highlanders

Entre le 18 avril 1915 et le mois de janvier 1916, la brigade remplacée par les bataillons de la 164e brigade (North Lancashire) issue de la 55e division (West Lancashire).
- 1/4th bataillon TF, the King's Own Royal Regiment (Lancaster)
- 1/8th (Irish) bataillon, The King's (Liverpool) Regiment
- 2/5th bataillon, the Lancashire Fusiliers
- 1/4th bataillon, the Loyal North Lancashire Regiment
- 1/6th bataillon, the Cameronians (Scottish Rifles)

À partir de janvier 1916, la brigade comprend les bataillons suivants :
- 1/4th (Ross Highland) bataillon, the Seaforth Highlanders
- 1/4th bataillon, the Gordon Highlanders
- 1/9th (Highlanders) bataillon, the Royal Scots Regiment
- 1/7th bataillon, the Argyll & Sutherland Highlanders

## Seconde Guerre mondiale
La 51e division commandée par le major-général général Fortune (en) fait partie de la Force expéditionnaire britannique au début de la Seconde Guerre mondiale. Avec la capture de deux de ses brigades en France, la division cesse effectivement d'exister. La 9e division (Highland) est renumérotée comme 51e division. Elle participe à la campagne d'Afrique du Nord, puis à la campagne de Sicile avant de revenir en France dans le cadre de l'invasion de l'Europe du Nord.

### Campagne de France
Après trois années de formation sous le commandement du major-général Fortune, la 51e division d'infanterie quitte Southampton et débarque au Havre à la mi-janvier 1940. La division est stationnée à proximité de l'ouvrage du Hackenberg sur la ligne Maginot, elle  échappe ainsi à l'encerclement du BEF à Dunkerque. 
La 51e division est envoyée sur une nouvelle ligne défensive le long du fleuve Somme, où elle est rattachée à la 10e armée française. Elle doit tenir un front quatre fois supérieur à celui normalement attendu pour une division. Les 5 et 6 juin 1940, la 51e division est fortement attaquée. L'attaque principale est supportée par le 7e bataillon Argyll and Sutherland Highlanders avant que les autres bataillons soient eux aussi attaqués. Les pertes des Argylls sont importantes. C'est la journée la plus sanglante pour ce corps dans son histoire. Avant d'être submergée, la 154e brigade se replie vers l'ouest. Elle est détachée de la division pour former l'« Arkforce » et réussit à échapper à la poussée allemande sur le centre de la France et en Normandie. Les 152e et 153e brigades sont piégées à Saint-Valery-en-Caux et doivent se rendre le 12 juin, avec le commandant de la division. Le général Fortune est un des officiers britanniques les plus hauts gradés faits prisonniers au cours de la Seconde Guerre mondiale. Il est anobli par le roi George VI après la guerre. Du point de vue britannique, la reddition de la 51e division marque la fin de la résistance des Alliés pendant la bataille de France.
La plupart des hommes faits prisonniers sont regroupés au Stalag XX-A à Toruń, à environ 190 km au nord-ouest de Varsovie. Au début de 1945, ces hommes doivent marcher environ 720 km pendant l'hiver pour rejoindre le Stalag XIB/357 à Bad Fallingbostel sur la lande de Luneburg, au nord de Hanovre. Le 12 juin 2010, les anciens combattants de la 51e Highland Division assistent à une cérémonie commémorative du 70e anniversaire de la bataille de Saint-Valery-en-Caux.
En août 1940, la 9e division d'infanterie (Highland), une division de 2e ligne de l'armée territoriale, correspondant à la 51e division de l'armée régulière, est renommée 51e division, avec les 26e et 27e brigades sont également renommées 152e et 153e brigades. La 28e brigade fusionne avec le reste de la 154e brigade rapatriée de France et gravement en sous-effectif. Pendant deux ans, la division va participer à la défense des côtes au sud de l'Angleterre et des côtes nord-est de l'Écosse.

### La Méditerranée
La nouvelle 51e division arrive en Afrique du Nord en juin 1942, elle connait sa première bataille à El Alamein (octobre-novembre 1942). Elle a un rôle majeur dans l'opération Lightfoot. Elle se trouve au centre de la Northern Push, entre la 2e division néo-zélandaise et la 9e division australienne et fait face à la XXIe Panzerdivision et quelques unités italiennes. La présence des champs de mines importants a limité les résultats de la division lors de l'opération Lightfoot. Les champs de mines sont ensuite nettoyés et la division parvient à percer lors de l'opération Supercharge. La 51e division participe à la bataille de Wadi Akarit, en Tunisie début avril 1943. Placée à l'extrême droite de la ligne de front, la division traverse des champs de mines profonds pour s'emparer de points fortifiés. Au cours de ces combats, le commandant du 7e bataillon Argylls, le lieutenant-colonel Lorne Campbell, reçoit la Victoria Cross pour ses actions.
La 51e division participe ensuite à l'invasion de la Sicile et à l'invasion de l'Italie. Elle est ensuite rappelée de la 8e armée et transférée au Royaume-Uni avec la 50e division (Northumbrian) et la 7e division blindée, sur la volonté du général Bernard Montgomery, ex-commandant de la 8e armée pour préparer l'invasion de l'Europe du Nord-Ouest. Montgomery a indiqué plus tard : « Parmi les bonnes divisions qui ont servi sous mes ordres pendant la Seconde Guerre mondiale, aucune n'était aussi bonne que la division Highland ».
Un groupe de soldats blessés de la 51e de retour de leur hôpital d'Afrique du Nord pour rejoindre la division en Italie se retrouve versé dans diverses unités et formations sans rapport avec la 51e division ou de ses régiments la composant. Plusieurs soldats ont considéré ces changements d'affectation comme de l'autoritarisme administratif et ont refusé de suivre ces ordres entraînant la mutinerie de Salerne. Les mutins sont versés dans différentes unités, tandis que les meneurs sont condamnés à mort (les peines sont ensuite commuées puis finalement annulées).

### Bataille de Normandie
La 51e Division débarque en Normandie le 7 juin, elle est intégrée au 1er corps. Elle commence par soutenir la 3e division d'infanterie canadienne, puis elle est envoyée dans l'Orne et passe deux mois à soutenir la 6e Division aéroportée sur sa tête de pont. Pendant cette période, la 51e division combat dans des conditions difficiles à Bréville (11-12 juin) et à Colombelles (11 juillet). Ses performances en Normandie sont, dans l'ensemble, considérées comme décevantes en particulier par le général Montgomery, qui déclare dans un télégramme au maréchal Brooke que la division « a échoué dans chaque mission donnée ». Le chef de corps, le major-général DC Bullen-Smith est limogé et remplacé par le major-général Tom Rennie, qui a servi dans la division en France, en Afrique du Nord et en Sicile avant d'être élevé au commandement de la 3e Division d'infanterie lors de l'invasion de la Normandie.
Le 1er août 1944, la division, avec le reste du 1er corps, fait partie de la nouvelle 1re armée canadienne. La division combat aux côtés de cette armée lors de l'opération Totalize, avant de capturer Lisieux. La 51e division continue sa progression vers l'est sur la Seine et se dirige, sur l'ordre de Montgomery sur Saint-Valery-en-Caux, lieu de la reddition de la division en juin 1940. Un défilé a lieu dans la ville où participe les vétérans de la 51e division encore combattants ayant participé à la campagne de 1940. Un événement semblable a eu lieu à Dieppe quand la 2e division d'infanterie canadienne a libéré la ville. Laissant Saint-Valery, la 51e Division est engagée dans l'opération Astonia, la bataille pour Le Havre en septembre 1944.

### Actions après la Normandie
Après la libération du Havre, la division participe à la bataille de l'Escaut en octobre 1944. Elle passe ensuite en réserve et tient garnison sur la Meuse au sein du 30e corps pendant la Bataille des Ardennes. La 51e division n'est impliquée que dans les violents combats des premières phases de la bataille. Elle est déployée en seconde ligne au cas où les Allemands réussissent à percer. En janvier 1945, la division et le reste du 30e corps attaquent la pointe nord du saillant allemand et joignent la 84e division d'infanterie US à Nisramont le 14 janvier. La division participe ensuite à l'opération Veritable qui permet la conquête de la Rhénanie puis de franchir le Rhin. À la fin de la guerre, la 51e division est dans la région de Bremerhaven en Allemagne du Nord. Au cours de la campagne dans l'Europe du Nord-Ouest, la 51e division subit un total de 19 524 pertes (tués, blessés ou disparus).

### Composition 1939-1940
152e brigade
- 2e bataillon, The Seaforth Highlanders (armée régulière)
- 4e bataillon, The Seaforth Highlanders
- 4e bataillon, The Queen's Own Cameron Highlanders

153e brigade
- 4e bataillon, The Black Watch
- 1er bataillon, The Gordon Highlanders (armée régulière)
- 5e bataillon, The Gordon Highlanders

154e brigade
- 1er bataillon, The Black Watch (armée régulière)
- 7e bataillon, The Argyll and Sutherland Highlanders
- 8e bataillon, The Argyll and Sutherland Highlanders

Unités divisionnaires de soutien
- 1er Lothians & Border Yeomanry
- 75e (Highland) Regiment, Royal Artillery
- 76e (Highland) Regiment, Royal Artillery
- 77e (Highland) Regiment, Royal Artillery
- 51e (West Highland) Anti-Tank Regiment, Royal Artillery
- 236e compagnie, Royal Engineers
- 237e compagnie, Royal Engineers
- 238e compagnie, Royal Engineers
- 1er bataillon, The Princess Louise's Kensington Regiment (The Middlesex Regiment) (Mitrailleurs)
- 7e bataillon, The Royal Northumberland Fusiliers (Mitrailleurs)
- 7e bataillon, The Royal Norfolk Regiment (sapeurs)
- 6e bataillon, The Royal Scots Fusiliers (sapeurs)

### Composition 1940-1945
152e brigade (anciennement 26e brigade)
- 2e bataillon, The Seaforth Highlanders
- 5e bataillon, The Seaforth Highlanders
- 5e bataillon, The Queen's Own Cameron Highlanders

153e brigade (anciennement 27e brigade)
- 5e bataillon, The Black Watch
- 1er bataillon, The Gordon Highlanders
- 5/7th bataillon, The Gordon Highlanders

154e brigade (anciennement 28e brigade)
- 1er bataillon, The Black Watch
- 7e bataillon, The Black Watch
- 7e bataillon, The Argyll and Sutherland Highlanders

Unités divisionnaires de soutien
- 1st/7th bataillon, The Middlesex Regiment
- 2e Derbyshire Yeomanry, Royal Armoured Corps
- 126e Field Regiment, Royal Artillery
- 127e Field Regiment, Royal Artillery
- 128e Field Regiment, Royal Artillery
- 61e Anti-Tank Regiment, Royal Artillery
- 274e compagnie, Royal Engineers
- 275e compagnie, Royal Engineers
- 276e compagnie, Royal Engineers